# Mina de diamants de Catoca
La mina de diamants de Catoca és la quarta mina de diamants més gran del món, i es troba a Angola. La mina és propietat d'un consorci d'interessos miners internacionals, que inclou Endiama (empresa minera estatal d'Angola) (32,8% de la propietat), Alrosa de Rússia (32,8%), Odebrecht de Brasil (16,4%), i Diamond Finance CY BV Group (16,8%). La mina està situada a 600 metres de profunditat en una xemeneia volcànica de kimberlita.
La Mina de Catoca posseeix 639 mil metres quadrats d'extensió. Dona feina a 3.300 treballadors.

## Producció
La mina tenia producció d'1,8 milions de quirats (360 kg) en 2000 i 2,6 milions de quirats (520 kg) el 2001. La gestió de Catoca ha expandit activament la capacitat a la mina, de manera que els explotadors planejaven extreure fins a 5 milions de quirats (1.000 kg) el 2005. La mina produeix gemes d'una qualitat del 35%, en comparació amb una mitjana global del 20%; els diamants extrets a Catoca tenen un valor mitjà 75 a 100 dòlars estatunidencs per quirat (375 a 500 $/g). Les reserves estimades són de 60 milions de quirats (12.000kg).
Els diamants de la Societat Minaire de Catoca va encapçalar les vendes de 2009, amb un benefici net de 70 milions de dòlars estatunidencs, que resulta d'una producció bruta de 122,6 milions de dòlars estatunidencs. La informació està continguda en un informe anual de la companyia publicat al setembre de 2011. D'acord amb la font, les vendes van arribar 7.050.521 quirats, una taxa mitjana de 62,23 dòlars estatunidencs, un volum que representava al voltant del 78 per cent de la quantitat venuda per les empreses de diamants a tot el país. La nota afirma que, com a resultat del processament del mineral, la companyia va obtenir un total de 7,5 milions de quirats que va permetre establir els costos operatius.
El 2012 la mina va produir 6,5 milions de quirats de cada 10 milions de tones mètriques de producció de mineral.

## Geologia
Geològicament, la xemeneia de kimberlita de Catoca és un dels majors dipòsits de diamants primaris del món. L'edifici volcànic de Catoca és només lleugerament erosionat. Roques kimberlítiques de diferents fàcies componen un cràter d'aproximadament 1 km de diàmetre i una diatrema. L'estructura de la xemeneia i les condicions minaires del dipòsit es compliquen per intensos processos tectònics interns relacionats amb l'enfonsament de gran amplitud. Sobre la base de dades geològiques, es proposa un model estructural del dipòsit i un model paleovolcanològic de la xemeneia Catoca format durant un cicle complet que comença amb una etapa de vulcanisme actiu i completat per les etapes de disminució gradual d'activitat volcànica i sedimentació. Se suggereix que la kimberlita tuffisítica expulsada de la zona del cràter es va dipositar en la fase d'erupció volcànica activa d'específica suspensió piroclàstica com una barreja de vidres de baixa viscositat i sol aquós ric en serpentina.